# Kloosterkerk van Maria Boodschap
De Kloosterkerk van Maria Boodschap, ook wel kloosterkapel genoemd, is een katholiek kerkgebouw in Simpelveld. Het maakt deel uit van het kloostercomplex Huize Loreto, van de Zusters van het Arme Kind Jezus. De neogotische kerk, en de aan weerszijden gelegen vleugels van het klooster, werden in 1878 gebouwd door de Akense architect Hermann Joseph Hürth. Op 18 oktober 1879 werd de kerk ingewijd door Nikolaus Adames, bisschop van Luxemburg. De kerk is samen met het aanliggende klooster sinds 2001 een rijksmonument.

## Zie ook

Exterieur
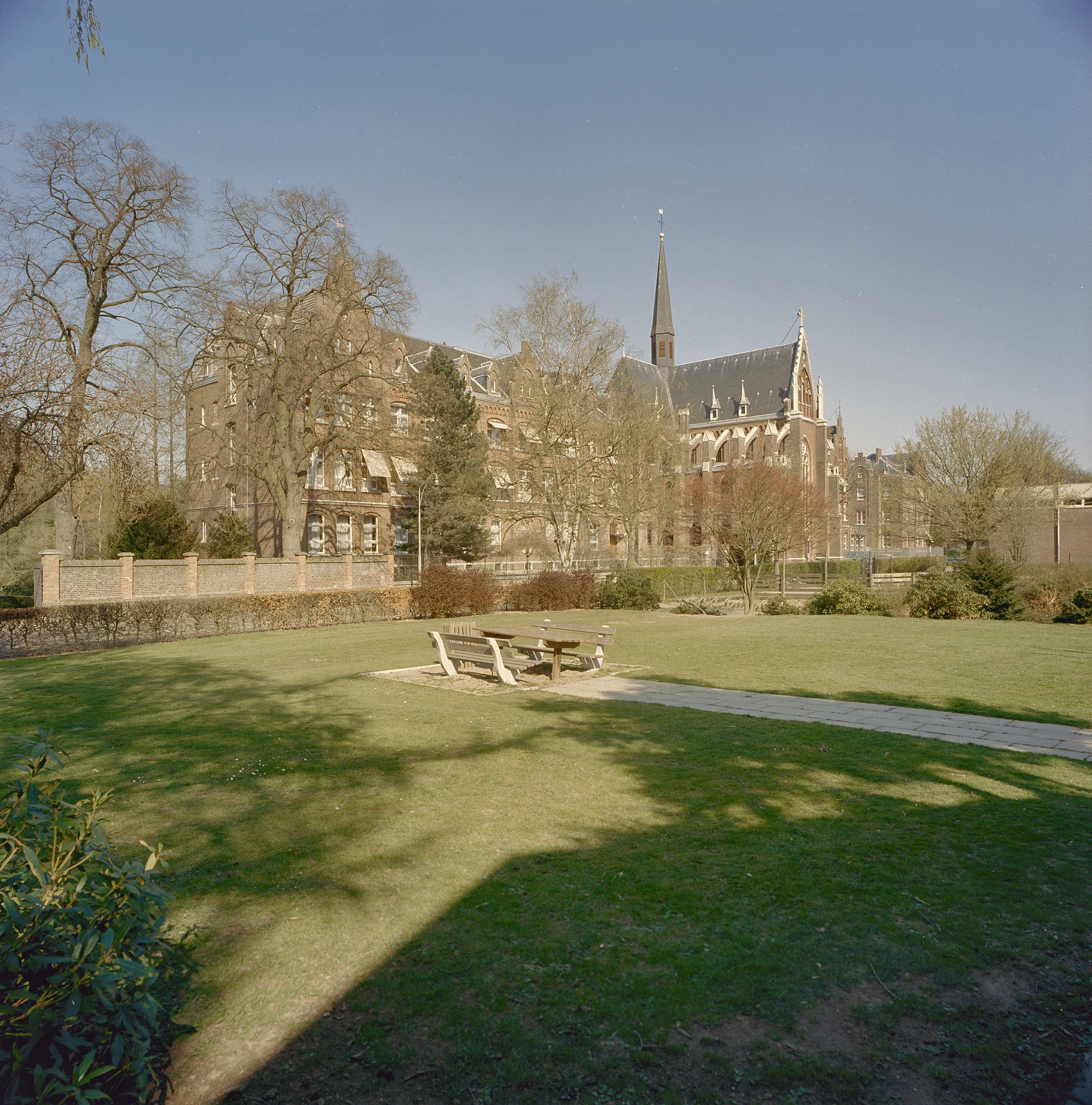
Overzicht van het klooster en de kerk vanuit het zuidwesten
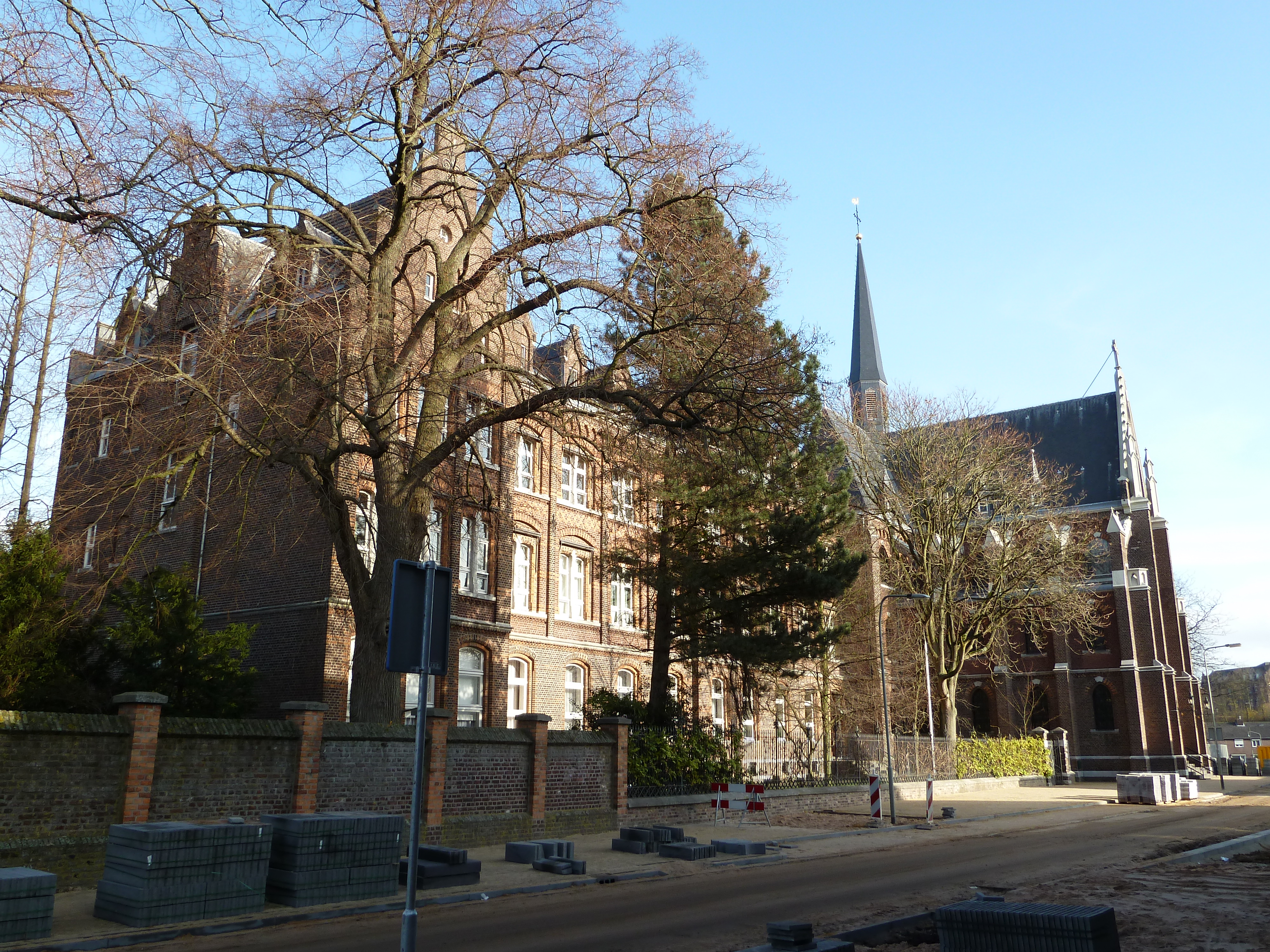
Westgevel en aanliggende vleugel van het klooster
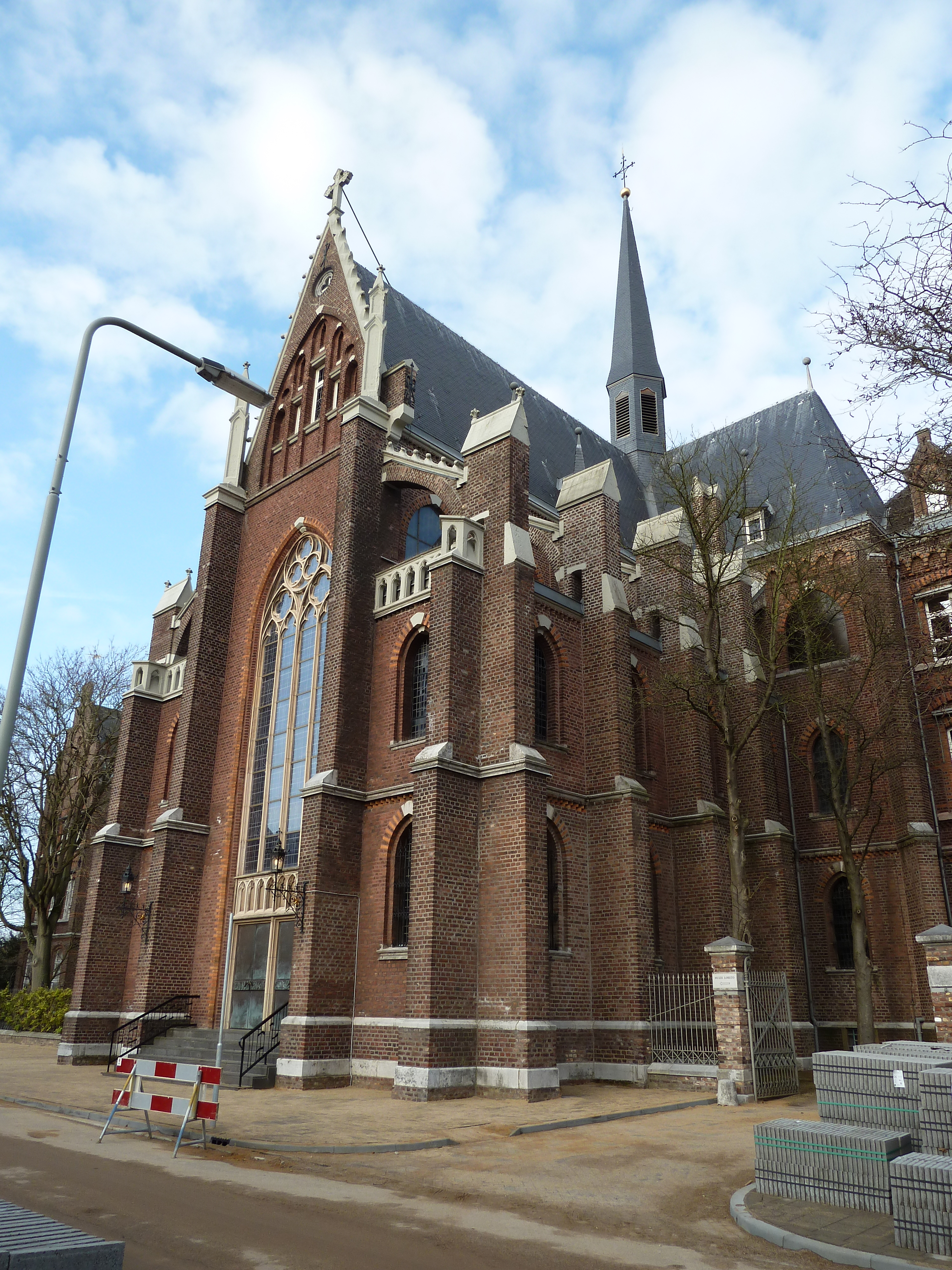
Zuid- en oostgevel, de hoofdingang
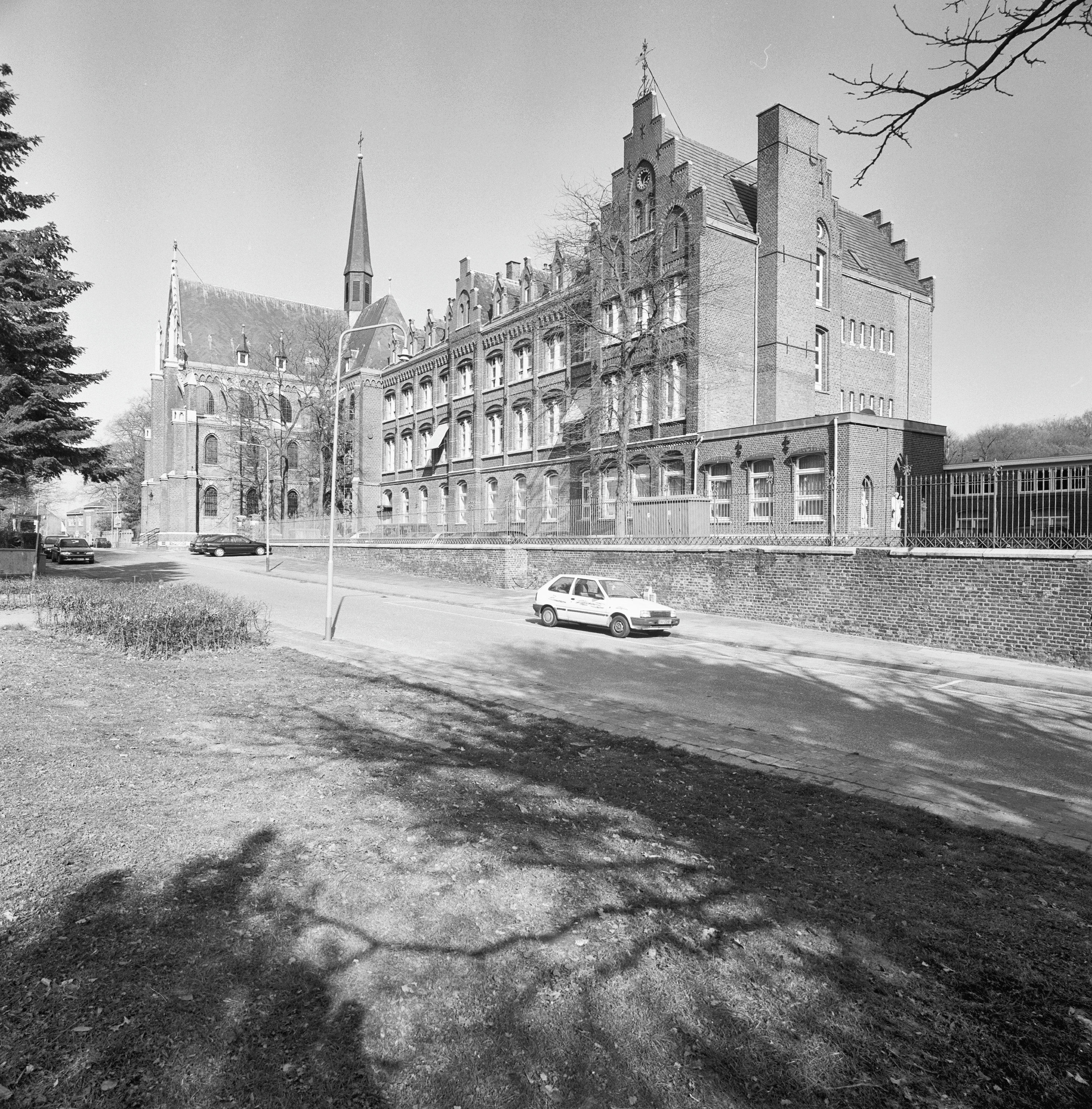
Oostgevel en aanliggende vleugel van het klooster
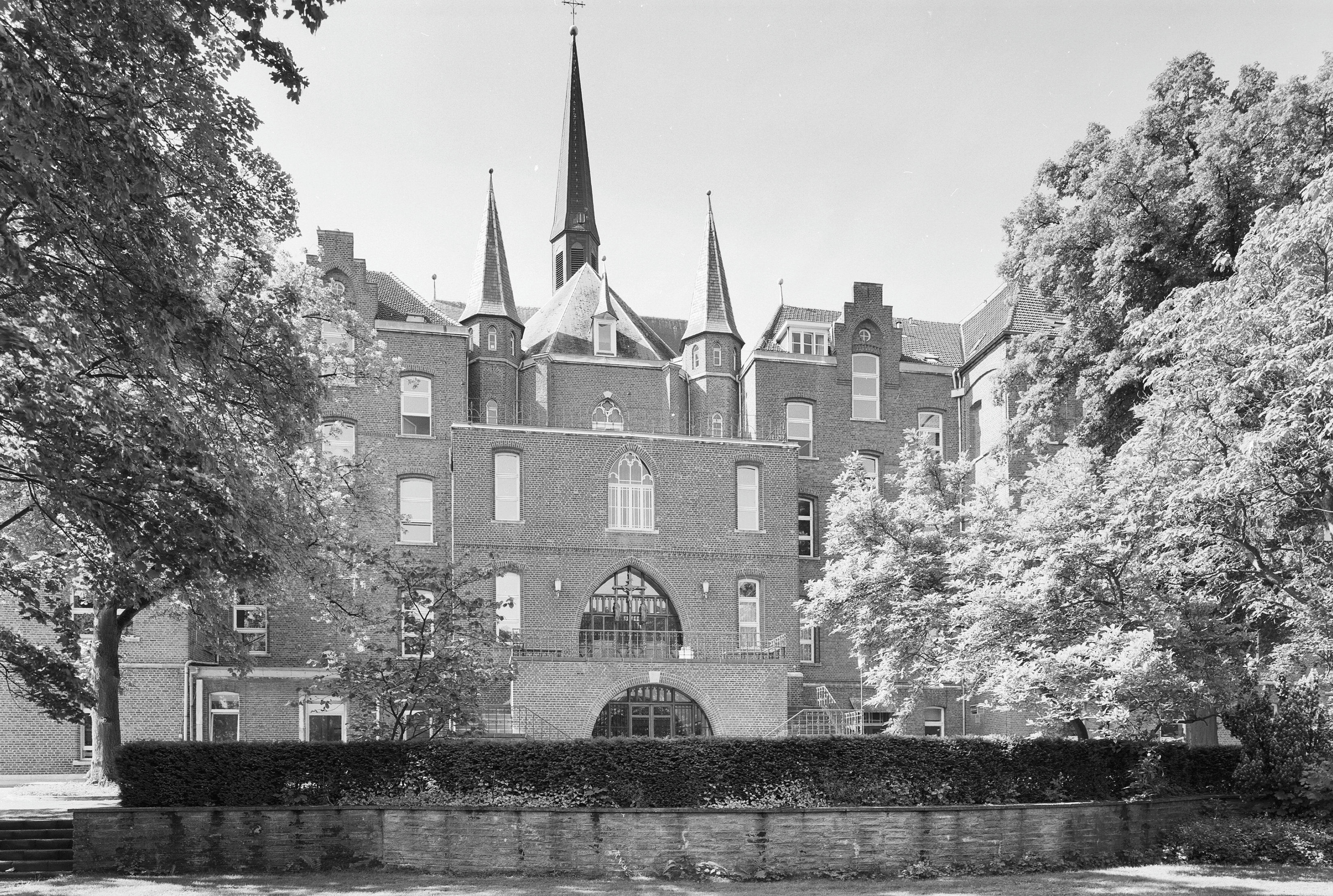
Noordgevel van het klooster met in de achtergrond de kerk
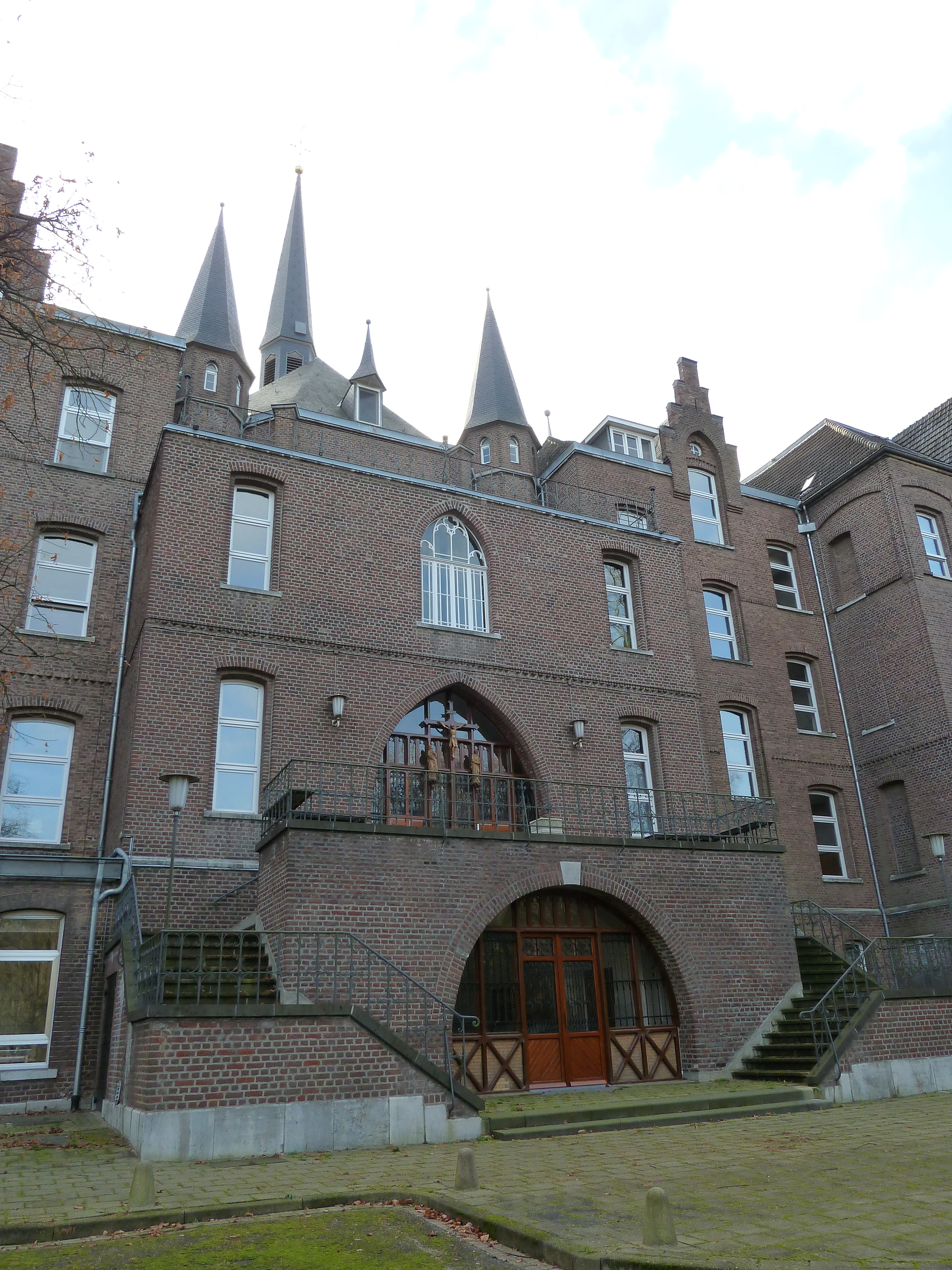
Noordgevel van het klooster

Interieur
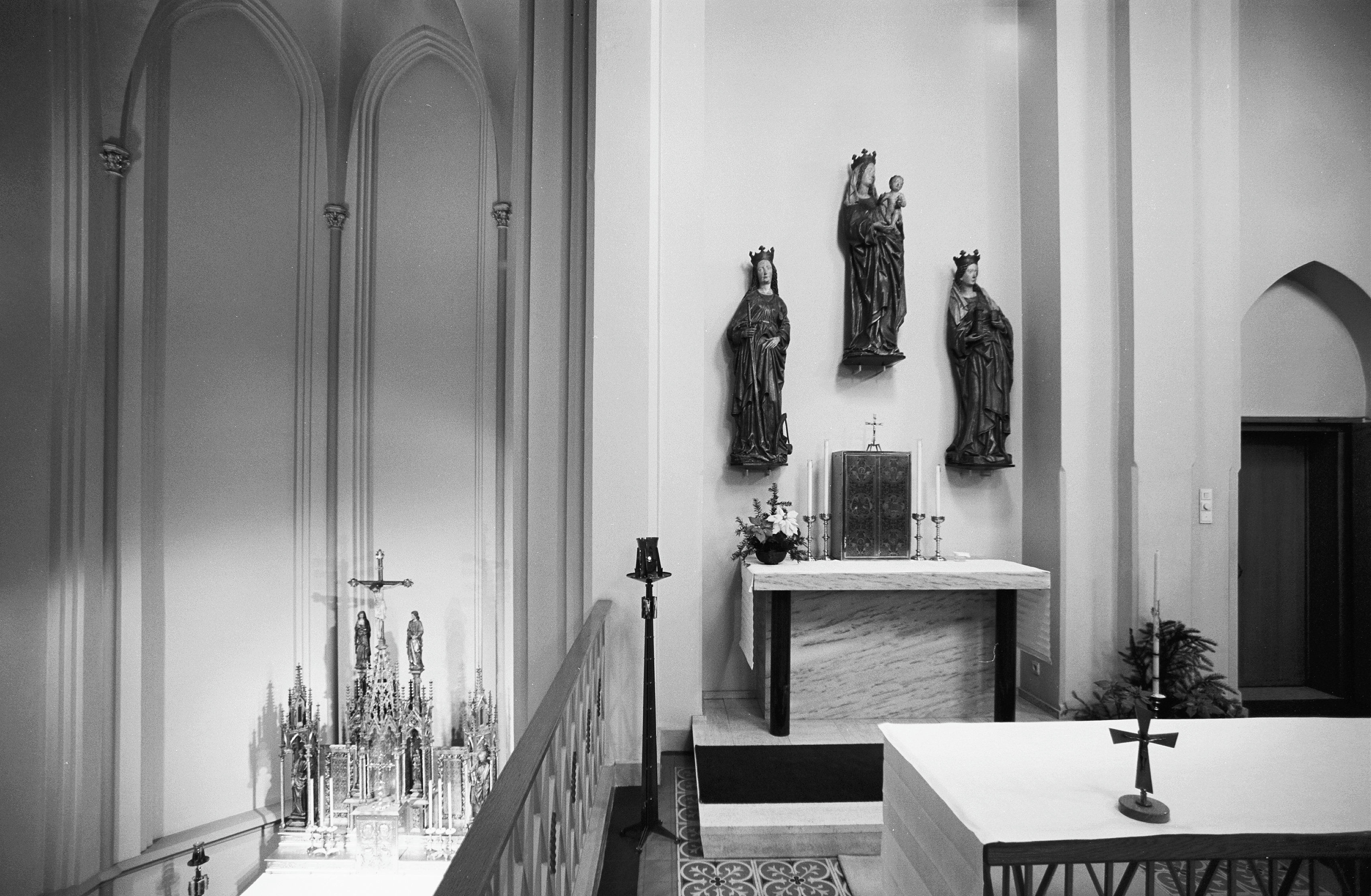
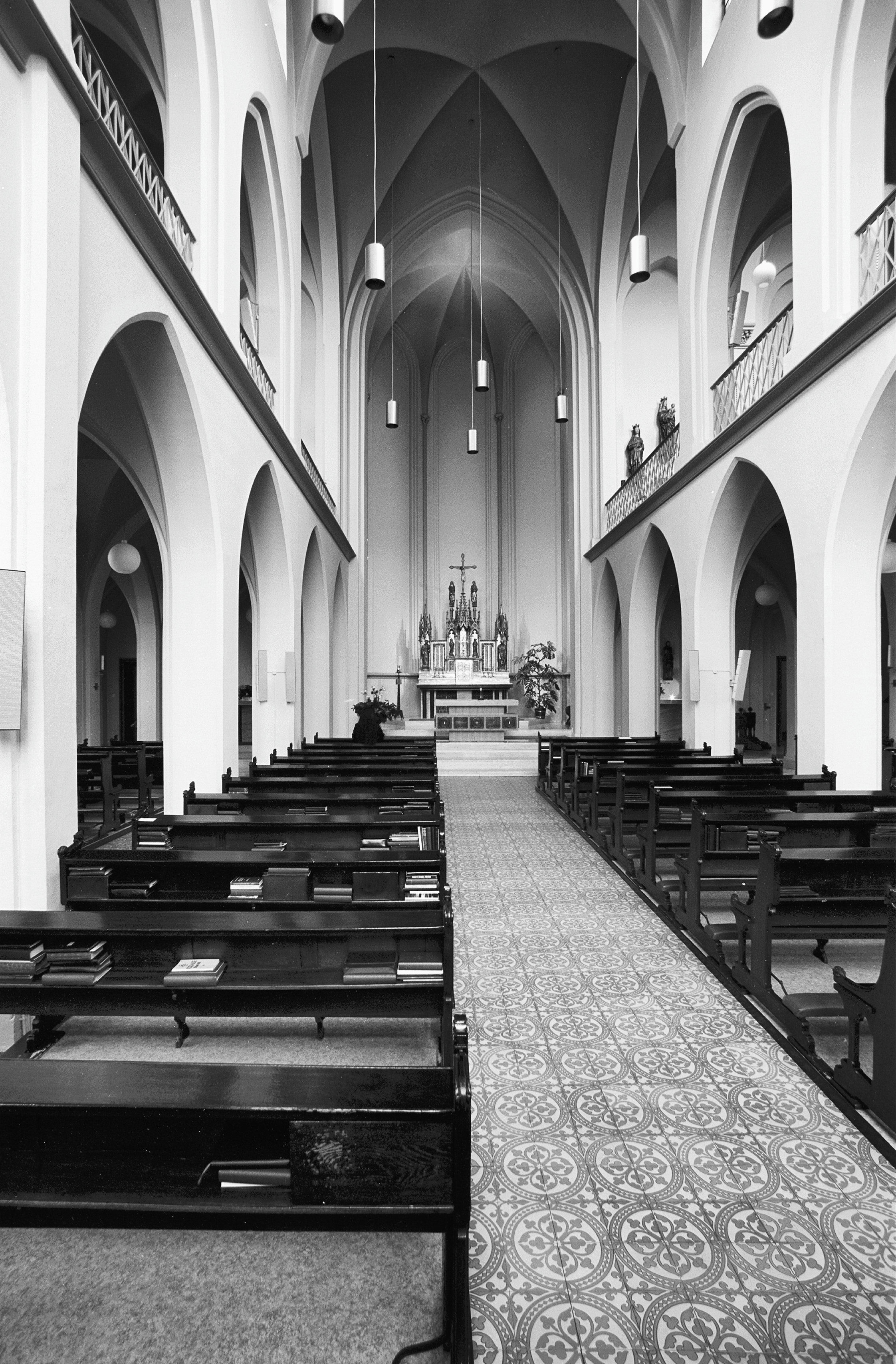